# Сборная Багамских Островов по футболу
Сборная Багамских Островов по футболу (англ. Bahamas national football team) — представляет Багамские Острова на международных футбольных турнирах и в товарищеских матчах. Управляющая организация — Футбольная ассоциация Багамских Островов. В рейтинге ФИФА на 4 апреля 2024 года сборная занимает 200-е место.

## Чемпионат мира
- 1930 — 1994 — не заявлена
- 1998 — снялась
- 2002 — 2010 — не прошла квалификацию
- 2014 — снялась
- 2018 — 2026 — не прошла квалификацию

## Золотой кубок КОНКАКАФ
- 1991 — 1998 — не заявлена
- 2000 — не прошла квалификацию
- 2002 — снялась
- 2003 — не заявлена
- 2005 — снялась
- 2007 — не прошла квалификацию
- 2009 — не заявлена
- 2011 — не заявлена
- 2013 — не заявлена
- 2015 — не заявлена
- 2017 — не заявлена

## Кубок Карибских островов
- 1989 — 1998 — не прошла квалификацию
- 1999 — групповой этап
- 2001 — снялась
- 2005 — групповой этап
- 2007 — второй раунд
- 2008 — не заявлена